# Новоконная площадь
Новоко́нная пло́щадь — площадь в центре Москвы в Таганском районе между Скотопрогонной и Средней Калитниковской улицами.

## История
Площадь (до 1924 года — Новая Конная) получила название после того, как сюда, в Калитники, в 1911 году был переведен Конный рынок с Конной площади в Замоскворечье.

## Описание
Новоконная площадь находится у Калитниковского пруда и ограничена с севера Средней Калитниковской, а с востока — Скотопрогонной улицами. С севера на площадь выходят Пекуновский тупик и Чесменская улица. На площади находится Октябрьское трамвайное депо (Большая Калитниковская улица, 44).

## Транспорт
На площади находится конечная остановка трамваев А, 46 «МЦД Калитники».
Неподалёку от площади на Скотопрогонной улице останавливается автобус 805.